# Dying Light
Dying Light ist ein von Techland entwickeltes Open-World-Survival-Horror-Spiel. Es wurde am 27. Januar 2015 in den USA sowie am 28. Januar 2015 in Europa und Australien veröffentlicht. Das Spiel ist in einer post-apokalyptischen Welt angesiedelt. Im April 2022 bekam es die Fortsetzung Dying Light 2: Stay Human.

## Handlung
Kyle Crane, ein Agent des Global Relief Effort (GRE), wird in die türkische Stadt Harran geschickt, die seit einigen Monaten von der Außenwelt abgeriegelt ist. Grund für die Abriegelung ist der Ausbruch des Harran-Virus, der die Infizierten in aggressive Zombies verwandelt. Crane hat den Auftrag, eine Zielperson ausfindig zu machen, die im Besitz einer Datei ist, die ausschlaggebend für die Heilung des Virus sein soll. Doch sein Fallschirm-Absprung über der Stadt verläuft nicht komplikationslos, er wird bereits nach wenigen Minuten von einem Zombie gebissen und damit selbst infiziert, kann jedoch von Jade und Amir gerettet werden, wobei Amir selbst stirbt.
Jade bringt Crane in den Turm, einen beschädigten Hochhaus-Rohbau, den eine Gruppe Überlebender als Operationsbasis nutzt. Hier unterstützt Crane den Forscher Dr. Zere und den Anführer Brecken, um an Informationen zu gelangen und die verlorene Datei zu finden. Dabei macht er die Bekanntschaft des Warlords Rais, der die Stadt terrorisiert. Crane enthüllt, dass von Heilung keine Rede ist: der GRE will den Harran-Virus waffenfähig machen. Die GRE-Führung sieht Cranes Mission aber mittlerweile als gescheitert und der zuständige Verteidigungsminister plant die Auslöschung der Stadt durch Bombardements.
Dies kann Crane nur knapp verhindern. Dr. Zere jedoch überlebt eine Gefangennahme durch Rais nicht, Crane schafft es aber, seine Forschungsdaten von Rais zu erbeuten. Dem daran interessierten GRE vertraut Crane jedoch nicht mehr, sodass er die Daten Zeres Forschungspartner überbringt.

## Spielprinzip
Der Spieler schlüpft in die Rolle des Protagonisten Kyle Crane, den er aus der Egoperspektive steuert. Die Geschichte des Spiels wird in Quests erzählt, während und zwischen denen sich der Spieler frei in der Welt bewegen kann. Die Zombies als Gegner sind dabei allgegenwärtig und können nie vollständig ausgelöscht werden. Der Spieler kann zwischen offenem Kampf, Ablenkung und Umgehung der Zombies wählen.
Als Waffen stehen hauptsächlich zu Schlagwaffen umgebaute Alltagsgegenstände wie Rohre, Tischbeine oder Werkzeuge zur Verfügung, die mit Hilfe von in der Spielwelt zu findenden Materialien verbessert werden können. Alternativ bewegt sich der Spieler im Parkour-Lauf (ähnlich Assassin’s Creed) durch die Welt und umgeht somit die Gefahren.

## Rezeption
Das Spiel erhielt überwiegend gute Wertungen in der Fachpresse und hat bei Metacritic einen Metascore von 75 (PC) bzw. 74 (PS 4, Xbox One).
Dying Light wurde von der Bundesprüfstelle für jugendgefährdende Medien indiziert (Liste A).

## Erweiterungen und Fortsetzungen
Mit The Following erschien 2016 ein DLC, der später fest in das Spiel integriert wurde (Dying Light: The Following - Enhanced Edition). Er erweitert das Spiel um die Geschehnisse rund um den Kult Kinder der Sonne.
Im April 2022 erschien mit Dying Light 2: Stay Human die erste Fortsetzung, die 15 Jahre nach Dying Light spielt und die Geschichte eines jungen Pilgers erzählt, der in einer vom mutierten Harran-Virus fast vollständig ausgelöschten Welt nach seiner Schwester Mia sucht.
Im September 2025 soll Dying Light: The Beast veröffentlicht werden, in dem der Spieler wieder in die Rolle von Kyle Crane schlüpft, der nach jahrelanger Gefangenschaft seinen Peinigern entkommt – und nach diversen Experimenten nun selber eine Art Mischung aus Mensch und Zombie ist.